# CH-4
CH-4 — мисливець за підводними човнами Імперського флоту Японії, який узяв участь у Другій світовій війні.
CH-4 спорудили у 1939 році на верфі компанії Sakurajima Zosensho у Осаці. По завершенні корабель підпорядкували військово-морському округу Майдзуру (обернене до Японського моря узбережжя Хонсю).
На момент вступу Японії у Другу світову війну CH-4 належав до 21-го дивізіону мисливців за підводними човнами зі складу 2-ї військово-морської бази. Першим бойовим завданням корабля став супровід транспортів, що мали висадити допоміжний десант на півночі філіппінського острова Лусон у районі Вігану (CH-4 був лише одним з кораблів охорони цього загону нарівні з легким крейсером, 7 есмінцями та численними тральщиками і мисливцями за підводними човнами). 7 грудня 1941-го вони рушили з Мако (важлива база японського ВМФ на Пескадорських островах у південній частині Тайваньської протоки), а 10 грудня висадили війська у обраному місці, при цьому загін зазнав втрат від дій ворожої авіації.
В січні 1942-го CH-4 вже ніс протичовнову службу в районі порту Давао на південному узбережжі острова Мінданао (японці оволоділи ним у другій половині грудня), а у лютому діяв в районі Балікпапану (центр нафтовидобутку на сході Борнео, де японці висадились в останній декаді січня 1942-го).
З березня 1942-го корабель належав до 22-ї спеціальної військово-морської бази, що мала штаб у Балікпапані та належала до Другого Південного Експедиційного флоту (відповідав за контроль над окупованими територіями Індонезії).
Відомо, що в червні – липні 1942-го CH-4 супроводив кілька конвоїв на трасі між Балкпапаном та Манілою.
З травня 1943-го корабель став ескортувати конвої між Балікпапаном та Палау (важливий транспортний хаб на заході Каролінських островів). Відомо, що 10 – 15 травня він прослідував на Палау, а 19 – 26 травня привів звідти до Балікпапану конвой № 2502. Наступні рейси CH-4 здійснив 1 – 19 червня (при цьому на зворотньому шляху він супроводжував конвой № 2504), 22 червня – 10 липня (конвой Балікпапан – Палау мав номер 2602), 23 липня – 9 серпня (з конвоями № 2604 та № 2507). Також відомо, що 20 – 26 серпня CH-4 ескортував на Палау конвой № 2606, 18 – 25 жовтня конвой № 2609, а 29 жовтня рушив з Палау до Балікпапану в охороні транспорту «Сенко-Мару».
30 грудня 1943-го – 4 січня 1944-го CH-4 супроводив конвой «T» з Сурабаї (головна база на сході острова Ява) до Купангу (острів Тимор). Вже в Купанзі один з транспортів загону «Хеймей-Мару» був потоплений ворожими літаками. Протягом наступних кількох місяців корабель відвідав (деякі не по одному разу) Балікпапан, Таракан (ще один центр нафтовидобутку на сході Борнео), Кендарі (південно-східний півострів острова Сулавесі), Таві-Таві та Голо (південна та центральна частина філіппінського архіпелагу Сулу відповідно). 18 квітня 1944-го CH-4 в Кендарі сів на мілину, після чого до 13 червня пройшов ремонт у Сурабаї.
30 жовтня – 7 листопада 1944-го CH-4 ескортував з Балікпапану до Маніли ремонтне судно «Хорей-Мару», при цьому 3 листопада воно було атковане літаками та втратило здатність до кермування, проте невдовзі змогло відновити рух. 8 – 11 листопада CH-4 повернувся до Балкпапану як один з кораблів охорони конвою B-02, що під час переходу втратив від атаки підводного човна один транспорт.
5 – 9 грудня 1944-го CH-4 разом з двома тральщиками пройшов по маршруту Балікпапан – Голо – Таракан в межах транспортної місії, що передбачала доставку з Голо на Таракан майже дев’яти сотень військовослужбовців.
26 – 29 липня CH-4 ескортував транспорт з Макассару (південно-західний півострів острова Сулавесі) до Сурабаї.
13 серпня 1945-го у підхідному каналі Сурабаї CH-4 підірвався на міні. Втім, корабель не затонув та в підсумку опинився у Банджермасіні (південно-східне завершення Борнео), де й потрапив до рук союзників після капітуляції Японії.